# Tiroler Hölzl
Ein Tiroler Hölzl ist ein Körper, der zum Angeln verwendet wird, um den Köder zum Grund absinken zu lassen.
Das Tiroler Hölzl ist etwa 15 cm lang und hat an einem Ende ein Gewicht und am anderen Ende des Holzstabes oder luftgefüllten Kunststoffröhrchens eine Öse für die Angelschnur. Im Gegensatz zu einem einfachen Gewicht (beispielsweise Sargblei) hat das  Tiroler Hölzl damit einen leichten Auftrieb und sinkt in schlammigen Untergrund nicht so tief ein. Die Angelschnur am oberen Ende ist frei beweglich, und das Gewicht kann auch bei extrem steinigem oder schlammigem Grund zum Einsatz kommen, ohne dass es zu Hängern kommt.

## Quelle
- Weiterführende Beschreibung